# Артур Марчевський
Артур Ян Марчевський (пол. Artur Jan Marczewski; нар. 3 серпня 1896, Лодзь, Російська імперія — пропав безвісти після січня 1945) — польський футболіст, виступав на позиції захисника.

## Життєпис

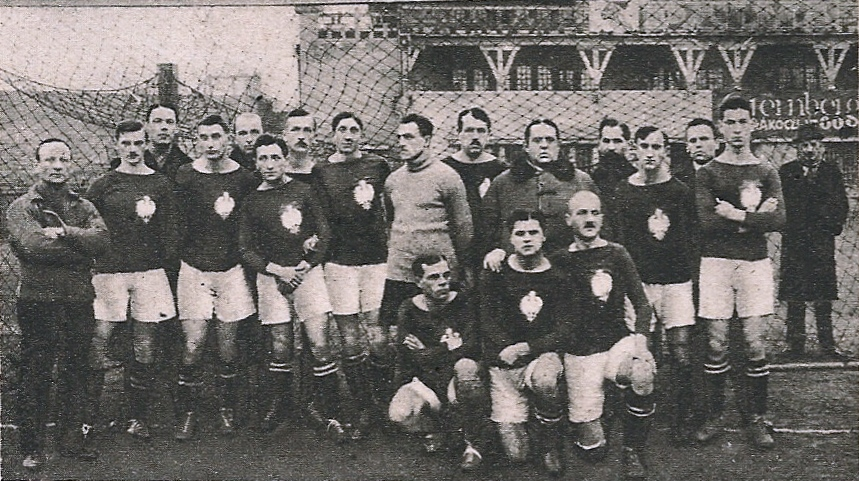
Матч Польща-Угорщина, 1921 рік.
Марчевський четвертий зліва з «орлом» на футболці

За збірну Польщі зіграв всього одну гру, але це був історичний матч, перший матч для національної збірної — 18 січня 1921 року. Польща програла в Будапешті збірній Угорщини, 0:1. Грав за варшавську «Полонію», за клуб виступав з 1919 по 1923 роки. Кар'єру завершив у рідному місті в 1927 році. Протягом багатьох років був суддею національного чемпіонату.
Під час Другої світової війни перейшов на бік німців, був адміністратором одного з заводів від імені німецького власника. Пропав безвісти під час боїв січня 1945 року.